# ريتش باتشيلور
ريتش باتشيلور (بالإنجليزية: Rich Batchelor)‏ هو لاعب كرة قاعدة أمريكي، ولد في 8 أبريل 1967 في فلورنس في الولايات المتحدة.

## وصلات خارجية
- ريتش باتشيلور على موقع الدوري الياباني لكرة القاعدة (الإنجليزية)
- ريتش باتشيلور على موقعبيزبول رفرنس.كوم (الدوري الرئيسي) (الإنجليزية)
- ريتش باتشيلور على موقعبيزبول رفرنس.كوم (الدوري الثانوي) (الإنجليزية)
- ريتش باتشيلور على موقع إي إس بي إن.كوم (أم.أل.بي) (الإنجليزية)
- ريتش باتشيلور على موقع مشجعي الرسوم البيانية (الإنجليزية)